# Wesley Vázquez
Wesley Joel Vázquez Vázquez (Orocovis, Puerto Rico, 27 de marzo de 1994) es un atleta de nacionalidad puertorriqueña. Su especialidad son las carreras de media distancia, principalmente la prueba de los 800 metros, y su palmarés deportivo comprende una medalla de plata en Juegos Panamericanos, y dos medallas de bronce en Juegos Centroamericanos y del Caribe. Además tiene dos asistencias a los Juegos Olímpicos.

## Trayectoria deportiva
Inició su trayectoria en el atletismo para menores en la prueba de los 800 m con participaciones en el campeonato mundial juvenil del 2011, con un séptimo lugar de la final con una marca de 1:51,25, y el mundial júnior del 2012 con un cuarto puesto (1:45,29). Ese mismo año asistió a los Juegos Olímpicos de Londres (ronda preliminar).
En el 2013 se presentó a su primer campeonato mundial para mayores donde no pasó de la ronda preliminar. En el 2014 obtuvo la medalla de bronce en los Juegos Centroamericanos y del Caribe con un registro de  1:46,05, y en el 2016 compitió en sus segundos Juegos Olímpicos (ronda preliminar).
Para la temporada del 2018 obtuvo nuevamente la medalla de bronce en los Juegos Centroamericanos y del Caribe con una marca de 1:46,6, la misma posición del Campeonato Nacac con un tiempo de 1:47.63.
En el 2019 obtuvo importantes resultados al hacerse de la medalla de plata de los Juegos Panamericanos de Lima con un registro de 1:44,48, y logró rebajar su tiempo personal a 1:43,83 en la reunión de París por la Liga de Diamante, donde también se ubicó en el segundo puesto. Para el campeonato mundial de Doha, Vázquez se posicionó en el quinto lugar de la final con un tiempo de 1:44,48.

## Marcas personales
| Prueba    | Marca   | Lugar             | Fecha      |
| --------- | ------- | ----------------- | ---------- |
| 600 m     | 1:14,92 | Orlando, FL (USA) | 29/03/2014 |
| 800 m     | 1:43,83 | París             | 24/08/2019 |
| 1000 m    | 2:19,94 | Linz (AUT)        | 14/07/2014 |
| 1500 m    | 3:46,98 | Mayagüez (PUR)    | 16/04/2016 |
| 4 × 400 m | 3:05,00 | Nasáu (BAH)       | 24/05/2014 |
| 4×800 m   | 7:34,13 | Filadelfia (USA)  | 27/04/2013 |